# JTBエンタテインメントアカデミー
JTBエンタテインメントアカデミーは、株式会社ジェイティービーのグループ会社・株式会社JTB Next Creationが運営する芸能プロダクション『JTBエンタテインメント』付属の声優養成所である。
音響監督の長崎行男や演出家の吉村ゆうが特別講師として教鞭を振っている。
レッスン場は、東京都新宿区西新宿と大阪市北区梅田と名古屋市中区栄にある。

## 主な卒業生

### 東京校
- 高梨臨（1期生）
- 荒浪和沙（1期生4月生）
- 内田彩（1期生4月生）
- 遠藤広之（1期生4月生）
- 斎藤楓子（1期生10月生）
- 七瀬亜深（1期生10月生）
- 葵ゆり（2期4月生）
- 武石あゆ実（2期生）
- 渡部優衣（2期4月生）

### 大阪校
- 山口理恵（1期4月生）